# Bedrijfsinformatie
Bedrijfsinformatie is iedere vorm van informatie over bedrijven. In de praktijk gaat dit over officiële en afgeleide gegevenssets die van toepassing zijn voor de identificatie van een onderneming, het beheren van klantinformatie of het toekennen van kredieten. In dit laatste geval spreekt men ook van kredietinformatie.  

## Gegevenssets
Bedrijfsinformatie kan zo beknopt zijn dat het enkel de naam en het adres betreft of een volledig rapport van tientallen pagina's over een multinational of holding.
IdentificatiegegevensIn dit geval spreken we minimaal van één identificatienummer, de bedrijfsnaam, de rechtsvorm en het adres. Deze informatie volstaat om te weten of bij contacten en leveringen er geen afwijkende informatie wordt verstrekt maar wordt soms nog aangevuld met één of meerdere activiteit codes.
KlantinformatieVoor CRM toepassingen volstaat de voorgaande identificatie informatie meestal om een onderneming in een database aan te maken. In het geval van een klant-leverancierrelatie wordt meestal ook een contactpersoon met contactinformatie toegevoegd en is ook een bankrekeningnummer van nut om foutieve of frauduleuze betalingen te voorkomen.
Financiële informatieIn aanvulling op voorgaande informatiesets wordt financiële informatie in eerste instantie door de ondernemingen zelf verstrekt en aan de overheid ter goedkeuring neergelegd. In België gebeurt dit bij de balanscentrale van de Nationale Bank van België en in Nederland bij de kamer van koophandel. De jaarrekeningen die de basis vormen van de financiële informatie, worden door de overheden beschikbaar gesteld in een direct bruikbare leesbare vorm en meestal ook in een gecodeerde vorm zoals XBRL voor verdere verwerking in een IT-systeem. Mogelijke naverwerkingen zijn het berekenen van de financiële ratio's van een onderneming en de berekening van ratio's per sector op basis van de Nacebel activiteit codes.
KredietinformatieMeerdere bedrijven zijn gespecialiseerd in het verzamelen, verwerken, analyseren en ter beschikking stellen van alle nuttige informatie die over ondernemingen kan en mag verstrekt worden. Voor privé ondernemingen is de AVG van toepassing. Kredietinformatie over ondernemingen kan als bijkomende modules ook insolventiedetails, bedrijfshistoriek, bedrijfsleiding, erkenning en registraties, betalingservaringen, ratio's, kredietadviezen en scores leveren.
KredietadviesMet het uniek ondernemingsnummer van een organisatie kan men direct een kredietadvies en score verkrijgen om een handelstransactie te beoordelen. Dit kan een enkelvoudige stap zijn of één van meerdere stappen in een complexere beslissingsboom van het kredietacceptatieproces welk ook rekening kan houden met factoren als leeftijd en activiteit van de organisatie.
ScoresNaast de algemene en de falingspredictie score zien we ook nieuwe niche scores in de markt verschijnen.

## Alternatieven
Mogelijke maar niet gelijklopende alternatieven voor het gebruik van bedrijfsinformatie zijn factoring of kredietverzekering. 
Deze sectoren maken op hun beurt ook gebruik van kredietinformatie.